# Сорокин, Геннадий Михайлович
Генна́дий Миха́йлович Соро́кин (10 февраля 1910 года, Чистополь Татарская АССР — 25 февраля 1990 года) — советский партийный и государственный деятель, экономист, член-корреспондент АН СССР (1962).

## Биография
Родился в г. Чистополь, Казанская губерния. В 1926 году ступил в комсомол.
- В 1931 году окончил экономический факультет Казанского университета, был принят на должность заведующего секцией Госплана Татарской АССР.
- 1933—1940 — на научной и педагогической работе в Москве. После окончания аспирантуры и защиты кандидатской диссертации (1936) был назначен заместителем заведующего кафедрой народнохозяйственного планирования Московского планового института. Одновременно работал в Московском нефтяном и Экономическом институтах, в 1939—1940 гг. — в Военно-политической академии имени В. И. Ленина.
- В 1939 году вступил в ВКП(б).
- 1941—1945 — заместитель Председателя Госплана СССР, позднее член коллегии.
- 1952—1953 — заместитель Председателя Госплана СССР. Был главным редактором издававшегося Госпланом журнала «Плановое хозяйство».
- 1955—1957 — заместитель Председателя Госплана СССР; в 1960 году защитил докторскую диссертацию «Вопросы теории и организации планирования народного хозяйства».
- 1961—1969 — директор Института экономики мировой социалистической системы АН СССР
- С 29 июня 1962 года — член-корреспондент АН СССР[1]; в 1964 году утвержден в звании профессора по специальности «политическая экономия».
- 1969—1972 — старший научный сотрудник Института экономики АН СССР
- С 1972 года — заведующий отделом социалистического воспроизводства Института экономики АН СССР.

Неоднократно представлял советскую экономическую науку на международных совещаниях и семинарах по проблемам международного разделения труда (Прага, 1958), народного хозяйства (Варшава, 1959), планирования (Париж, 1960; Лейпциг, 1965), развития мировой системы социализма (Прага, 1963), экономическим проблемам европейских социалистических стран (Пловдив, 1964), социалистического воспроизводства (Будапешт, 1979); выступал с научными докладами в Германии, Италии, Монголии, Югославии, Японии и др. странах. Читал лекции о советской экономике и планировании в Венском университете (1960), Австрийской восточной академии (1960), Белградском университете.
Похоронен на Введенском кладбище (23 уч.).
Жена — М. С. Атлас (1912—2006), доктор экономических наук, профессор; дочь Софья (1946—2008).

## Награды
- Орден Октябрьской Революции (22.02.1980)[3]
- Два ордена Трудового Красного Знамени
- Орден Дружбы народов (14.11.1980) — за большую работу по подготовке и проведению Игр XXII Олимпиады[4]
- Медаль «За оборону Москвы»

## Автор работ
- Планирование народного хозяйства СССР. Вопросы теории и организации, М., 1961
- Некоторые проблемы международного социалистического разделения труда // «Вопросы экономики», 1962, № 7
- Октябрь и мировая система социализма, М., 1967
- Проблемы экономической интеграции стран — членов СЭВ, М., 1970 (соавтор)